# Reitergrab von Schnelsen
Koordinaten: 53° 37′ 40,2″ N, 9° 54′ 46,2″ O
Das Reitergrab von Schnelsen ist das Begräbnis eines sächsischen Kriegers zusammen mit einem Hauspferd. Das Grab wurde 1952 bei Bauarbeiten in Hamburg-Schnelsen gefunden. Das an einem bronzezeitlichen Grabhügel angelegte Grab gehört zu den wenigen Reiter- und Pferdebestattungen des frühen Mittelalters nördlich der Elbe und es ist eines der frühesten spätsächsischen Körpergräber. Das Grabinventar wird in der archäologischen Dauerausstellung des Archäologischen Museums Hamburg in Hamburg-Harburg gezeigt.

## Fundplatz
Der Fundplatz liegt auf einem seit dem 17. Jahrhundert landwirtschaftlich genutzten Hochacker nördlich der Heidlohstraße in Hamburg-Schnelsen. Der Boden des Feldes war an dieser Stelle sehr sandig mit nur geringen Humusanteilen. Dass es archäologische Funde auf dem Feld gab, war unter den Anwohnern bekannt. Diese Funde wurden über viele Jahre undokumentiert von den Feldern abgesammelt oder ausgegraben. 1880 existierten auf dem Feld noch mindestens drei Grabhügel, die jedoch bei einer Feldbegehung 1951 im Zuge der geplanten Bauarbeiten für eine Siedlung bereits alle niedergepflügt und nur noch als Bodenverfärbungen erkennbar waren. Nachdem bei den Bauarbeiten dann archäologische Funde zu Tage gekommen waren, wurden die Bauplätze ab März 1952 archäologisch untersucht. Bei Nachgrabungen 1955 wurde nördlich bei den ehemaligen Grabhügeln II und III ein frühmittelalterliches Gräberfeld mit mehreren Brand- und  Körperbestattungen geborgen. Bei Grabhügel III wurde eine weitere eisenzeitliche Urnenbestattung und bei Grabhügel II zwei Körpergräber aus der Völkerwanderungszeit entdeckt. Der Grabhügel I lag auf dem Bauplatz der Häuser Heidlohstraße 104/106 und enthielt eine beigabenführende bronzezeitliche Bestattung und zwei Brandgrubengräber der Völkerwanderungszeit.
Das Reitergrab von Schnelsen wurde 1952 am nördlichen Rand des bronzezeitlichen Grabhügels I entdeckt. Das Grab war in Nord-Süd-Ausrichtung als Nachbestattung an dem bestehenden Grabhügel angelegt worden. Verrottete Holzreste zeigten, dass die Bestattung in einer hölzernen Grabkammer von 210 × 150 cm angelegt war und mit Lesesteinen abgedeckt wurde. Die zusammengesunkene Grabgrube hatte eine Tiefe von nur noch 70 cm unterhalb der Humusschicht. Das südliche Ende der Grabkammer war durch Baggerarbeiten angeschnitten und gestört.

## Befunde

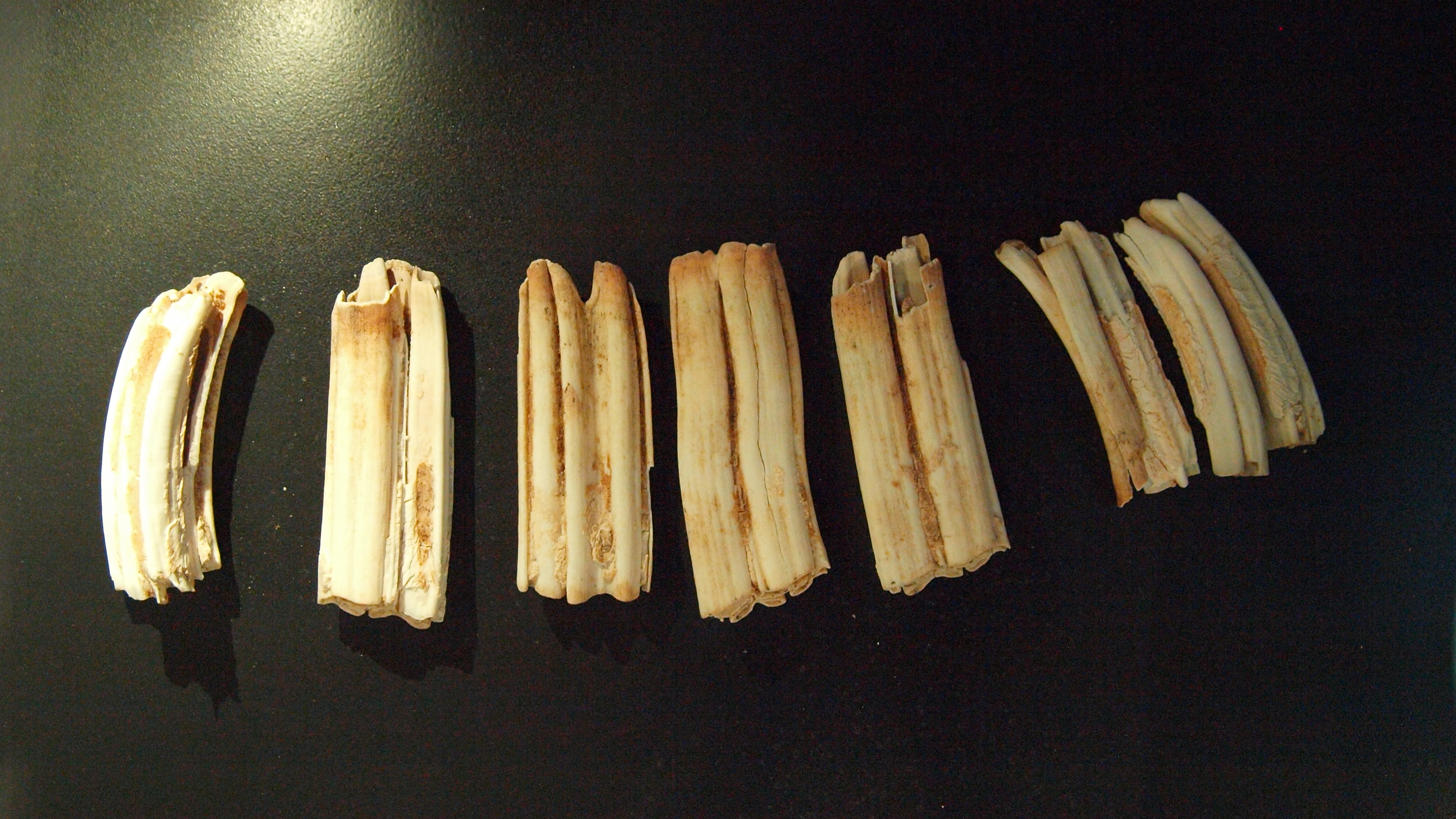
Die erhaltenen Pferdezähne aus dem Reitergrab

Die Erhaltungsbedingungen für organisches Material waren aufgrund des lockeren, gut durchlüfteten und kalkarmen Sandbodens an den Fundstellen ausgesprochen ungünstig. Von den Verstorbenen haben sich nur in wenigen Körpergräbern schwache Leichenschatten erhalten. Der saure Boden bot ebenso ungünstige Bedingungen für den Erhalt von Metallgegenständen. In welchem Maße archäologische Befunde durch den vorangegangenen Ackerbau, durch Raubgrabungen und schließlich durch die Bauarbeiten verloren gingen, ist nicht mehr abschätzbar. Zudem wurden die Rettungsgrabungen durch Arbeiter und Anwohner erschwert, die Funde übersahen, störten oder vernichteten.
Im Reitergrab von Schnelsen waren von der Leiche des Bestatteten keine sicheren Spuren erkennbar. Im Nordwesten des Grabes lagen die erhaltenen Ober- und Unterkiefer eines Pferdes mit Zähnen, jedoch waren die Knochen so fragil, dass nur noch die Zähne geborgen werden konnten. Eine genauere Bestimmung, ob im Grab der Körper eines Menschen bestattet wurde, war nicht möglich, ebenso war nicht erkennbar, ob nur ein Pferdekopf oder ein ganzes Pferd beigegeben wurde. Das Grab enthielt eine für das 8. Jahrhundert typische Waffenausstattung, bestehend aus einem sächsischen Langsax mit den Resten einer verzierten Saxscheide, einem Messer mit ebenfalls verzierter Scheide und einer Lanzenspitze. Die Waffen wurden mit ihren Spitzen in Richtung Norden abgelegt. Am südlichen Ende der Grabkammer lag der eiserne Buckel eines vergangenen Schildes. Des Weiteren wurden zahlreiche Schnallen, Riemenbeschläge, ein Paar dreieckige Schlaufen mit eingehängten Ösen und eine einfache Ringtrense gefunden, deren Lage im Grab jedoch nur grob dokumentiert wurde.

### Waffenausstattung
Der Langsax lag mit der Spitze in Richtung Norden, also der Füße des Toten. Die Saxklinge entspricht der für die Zeit typisch sächsischen Form und ist eine sorgfältige Schmiedearbeit, jedoch ohne weitere schmiedetechnische Besonderheiten. Die Gesamtlänge beträgt 635 mm, die Klinge hat eine Länge von 520 mm und eine Breite von 45 mm. Der Ort liegt auf Höhe der Schneidenlinie. Bei der Bergung waren Reste einer hölzernen Scheide mit einer Dicke von drei bis vier mm erkennbar. Reinhard Schindler beschrieb eine Wicklung der Saxscheide aus Leder oder Leinen, die mit silbernen rosettenförmigen Nietköpfen besetzt war. Der hölzerne Griff des Saxes war ebenfalls mit einer Wicklung aus Leder versehen, darüber lagen sehr dünne Streifen aus Silberblech mit ebenfalls silbernen Nieten befestigt waren. Der Griff war bei der Auffindung weitgehend erhalten, zerfiel aber bei der Bergung.
Halb unter der Saxscheide lag ein Messer mit teilweise erhaltener verzierter Scheide. Das Messer hatte eine geknickte Rückenlinie und lag ebenfalls mit der Spitze in Richtung der Füße des Verstorbenen. Das Eisen des Messers war sehr stark korrodiert und ist jetzt nicht mehr erhalten.
Im Südwesten der Grabgrube lag eine stark korrodierte eiserne Lanzenspitze, mit einem flachen, lanzettförmigen Blatt und schmaler Tülle. Die Gesamtlänge der Lanzenspitze beträgt 423 mm, Das Blatt hat seine breiteste Stelle mit 55 mm im unteren Drittel. Die Tülle hat eine Länge von 115 mm.
Als Schutzwaffe war ein Schild beigeben, von dem sich nur der eiserne Schildbuckel und ein Teil der Schildfessel erhalten hat. Der Schildbuckel hat eine für das 8. Jahrhundert typische Zuckerhutform, wie sie aus zahlreichen Grabfunden und historischen Abbildungen bekannt ist. Der Buckel hat eine Höhe von 175 mm, einen Durchmesser von 155 mm und einen Nietrand von 15 mm Breite. An dem Nietrand waren Reste von sechs Nieten erhalten. Ursprünglich war der Schild mit seiner Front gegen die Kopfwand der Grabkammer gelehnt, so als ob er seinen bestatteten Träger schützte.
Angaben zur qualitativen Ausstattung der organischen Waffenteile lassen sich aufgrund der schlechten Erhaltung nicht mehr treffen.

### Reitzeug
Von der Pferdeausstattung waren sieben Schnallen, ein Paar rechteckige Riemenbeschläge, ein Paar Dreipassbeschläge, ein Paar dreieckige Schlaufen mit eingehängten Ösen, zwei Riemenzungen, eine einfache Ringtrense, zwei runde Ösen mit auslaufenden Zwingen und eingehängten Beschlägen, ein Ring mit dem Überrest einer Zwinge, ein Ring mit rechteckigem Querschnitt, ein eiserner Nietstift mit erhaltenen Holzresten, zwei Lederbeschläge und einen Riemenendbeschlag erhalten. Einige dieser Teile sind jetzt nicht mehr im Bestand des Museums auffindbar.

### Datierung
Die Datierung der Grablege erfolgte typologisch aufgrund der räumlichen Ausrichtung des Grabes und vor allem der charakteristischen Waffenausstattung des Saxes, des Schildbuckels und der verzierten Riemenbeschläge in die zweite Hälfte des 8. Jahrhunderts n. Chr. Naturwissenschaftliche Datierungen mittels Dendrochronologie oder Radiokohlenstoffdatierung waren bisher aufgrund der schlechten Erhaltung organischer Materialien im Grab nicht möglich.

## Deutung
Das Geschlecht des Toten sowie seine Lage in der Grabkammer konnten nur aus der Lage der Grabbeigaben abgeleitet werden. Die Beigabe von Waffen, Pferde und Reitzeug sprechen relativ sicher für einen männlichen Verstorbenen. Die Ausrichtung der Waffen im Grab, die allesamt mit ihren Spitzen in Richtung Norden abgelegt waren, sprechen dafür, dass der Tote mit dem Kopf in Richtung Süden, mit Blick in Richtung Norden, bestattet wurde. Die Tatsache, dass bei der Bergung keine Spuren von dem Toten erkennbar waren, lässt ebenfalls die Möglichkeit zu, dass das Grab ohne Bestatteten als Leergrab (Kenotaph) angelegt wurde. Aufgrund von Vergleichsfunden aus Reitergräbern wie in Rullstorf lassen sich die Ringtrense, die verschiedenen Zwingen, Ösen und Riemenbeschlagteile relativ sicher einer Pferdeausstattung bestehend aus Zaumzeug, Reitsattel und Trense zuordnen. Die Dreieckschlaufen mit eingehägten Ösen lassen sich zu Steigbügeln ergänzen. Die Reitzeugteile und die Pferdekiefer deuten darauf hin, dass dem Toten ein Pferd beigegeben wurde. Jedoch ergab die Zahnaltersschätzung der Pferdezähne durch Wolf Herre ein Lebensalter des Tieres von drei bis vier Jahren. Somit wäre das Pferd noch nicht ausgewachsen und als Reitpferd zu jung gewesen. Ob jedoch nur ein Pferdekopf pars pro toto oder ein ganzes Pferd beigegeben wurde, lässt sich heute nicht mehr klären. Die Größe der Schnelsener Grabkammer wäre für die Beigabe eines ganzen Pferde ausreichend dimensioniert gewesen, wie Vergleichsfunde aus Liebenau oder dem Mahndorfer Gräberfeld in Bremen-Mahndorf bestätigten. Das im Vergleich zu normalen Körperbestattungen seltene Vorkommen von Pferdebestattungen und die gehobene Beigabenausstattung des Grabes sowie dessen Anlage an einem bestehenden älteren Grabhügel lassen vermuten, dass der Verstorbene eine besondere Stellung in seinem sozialen Umfeld innehatte oder dort eine hohe Wertschätzung genoss.

## Parallelen
Zwanzig Reitergräber (dänisch Ryttergraven ) wurden auch auf der Kimbrischen Halbinsel (Fregerslev; Grimstrup) und in Torgård in Norwegen gefunden. Eines der markantesten Gräber der Wikingerzeit Norwegens ist das Grab eines Reiters, Gjermundbugraven (auch Gjermundbufunnet) von Ringerike in Buskerud. Es ist reich an Ausrüstungen, aber weltberühmt gemacht hat es der Gjermundbu-Helm und die Ringbrünne, der im Grab war. Dies ist der einzige Helm und die einzige Ringbrünne in der Wikingerzeit. Neben einer größeren Anzahl sogenannter Reiterbestattungen des frühen Mittelalters liegt mit der Bestattung aus Grab Nr. 3 aus Hollenstedt (Landkreis Harburg) ein nahezu identisch ausgestattetes Reitergrab der gleichen Zeitstellung südlich der Elbe vor. Bei diesem Grab war das Pferd jedoch außerhalb der Grabkammer beigesetzt worden.